# N543 (België)
De N543 is een gewestweg in België tussen Bergen (N6) en de Franse grens bij Aulnois waar de weg overgaat in de D932. De weg heeft een lengte van ongeveer 12 kilometer. De N543 neemt de verbinding tussen Bergen en Bavay over die gevormd werd door een voormalige Chaussée Brunehaut waarvan trajecten nog deel uitmaken van het tracé van de N544 en de D84 in Frankrijk.
De gehele weg bestaat uit twee rijstroken voor beide rijrichtingen samen.

## Plaatsen langs N543
- Bergen
- Frameries
- Genly
- Blaregnies
- Aulnois